# Кевін Маккарті
Кевін Маккарті (англ. Kevin McCarthy; нар. 14 липня 1957, Вінніпег) — канадський хокеїст, що грав на позиції захисника. Грав за збірну команду Канади. По завершенні ігрової кар'єри — хокейний тренер.
Володар Кубка Стенлі. Провів понад 500 матчів у Національній хокейній лізі.

## Ігрова кар'єра
Хокейну кар'єру розпочав 1973 року.
1977 року був обраний на драфті НХЛ під 17-м загальним номером командою «Філадельфія Флаєрс». 
Протягом професійної клубної ігрової кар'єри, що тривала 12 років, захищав кольори команд «Філадельфія Флаєрс»,  «Ванкувер Канакс» та  «Піттсбург Пінгвінс».
Загалом провів 558 матчів у НХЛ, включаючи 21 гру плей-оф Кубка Стенлі.
Був гравцем молодіжної збірної Канади. Виступав за національну збірну Канади.

## Тренерська кар'єра
Асистент головного тренера «Гартфорд Вейлерс» з 1992 по 1995. 
Асистент головного тренера «Кароліна Гаррікейнс» 1999 — 2009.
З 6 травня 2014 головний та асистент головного тренера «Нашвілл Предаторс».
З 21 липня 2017 року Маккарті асоційований тренер клубу.
6 січня 2020 року Пітер Лавіолетт і Маккарті звільнені з «Нашвілл Предаторс». Маккарті помічник тренера «Вашингтон Кепіталс» з жовтня 2020 року до квітня 2023 року, тоді як Лавіолетт головний тренер «Вашингтона».

## Нагороди та досягнення
Як гравець
- Учасник матчу усіх зірок НХЛ — 1981.
- Кубок Колдера в складі «Герші Берс» — 1988.

Як тренер
- Володар Кубка Стенлі в складі «Кароліна Гаррікейнс» — 2006.

## Статистика

### Клубні виступи
| Сезон        | Клуб                 | Ліга         | Регулярна першість | Регулярна першість | Регулярна першість | Регулярна першість | Регулярна першість | Плей-оф | Плей-оф | Плей-оф | Плей-оф | Плей-оф |
| Сезон        | Клуб                 | Ліга         | І                  | Г                  | П                  | О                  | ШХ                 | І       | Г       | П       | О       | ШХ      |
| ------------ | -------------------- | ------------ | ------------------ | ------------------ | ------------------ | ------------------ | ------------------ | ------- | ------- | ------- | ------- | ------- |
| 1973–74      | «Вінніпег Клубс»     | ЗХЛ          | 66                 | 5                  | 22                 | 27                 | 65                 | —       | —       | —       | —       | —       |
| 1974–75      | «Вінніпег Клубс»     | ЗХЛ          | 66                 | 20                 | 61                 | 81                 | 102                | —       | —       | —       | —       | —       |
| 1975–76      | «Вінніпег Клубс»     | ЗХЛ          | 72                 | 33                 | 88                 | 121                | 160                | 6       | 2       | 9       | 11      | 8       |
| 1976–77      | «Вінніпег Монархс»   | ЗХЛ          | 72                 | 22                 | 105                | 127                | 110                | 7       | 0       | 4       | 4       | 27      |
| 1977–78      | «Філадельфія Флаєрс» | НХЛ          | 62                 | 2                  | 15                 | 17                 | 32                 | 10      | 0       | 1       | 1       | 8       |
| 1978–79      | «Філадельфія Флаєрс» | НХЛ          | 22                 | 1                  | 2                  | 3                  | 21                 | —       | —       | —       | —       | —       |
| 1978–79      | «Ванкувер Канакс»    | НХЛ          | 1                  | 0                  | 0                  | 0                  | 0                  | —       | —       | —       | —       | —       |
| 1979–80      | «Ванкувер Канакс»    | НХЛ          | 79                 | 15                 | 30                 | 45                 | 70                 | 4       | 1       | 0       | 1       | 0       |
| 1980–81      | «Ванкувер Канакс»    | НХЛ          | 80                 | 16                 | 37                 | 53                 | 85                 | 3       | 0       | 1       | 1       | 0       |
| 1981–82      | «Ванкувер Канакс»    | НХЛ          | 71                 | 6                  | 39                 | 45                 | 84                 | —       | —       | —       | —       | —       |
| 1982–83      | «Ванкувер Канакс»    | НХЛ          | 74                 | 12                 | 28                 | 40                 | 88                 | 4       | 1       | 1       | 2       | 12      |
| 1983–84      | «Піттсбург Пінгвінс» | НХЛ          | 31                 | 4                  | 16                 | 20                 | 52                 | —       | —       | —       | —       | —       |
| 1984–85      | «Піттсбург Пінгвінс» | НХЛ          | 64                 | 9                  | 10                 | 19                 | 30                 | —       | —       | —       | —       | —       |
| 1985–86      | «Філадельфія Флаєрс» | НХЛ          | 4                  | 0                  | 0                  | 0                  | 4                  | —       | —       | —       | —       | —       |
| 1985–86      | «Герші Берс»         | АХЛ          | 64                 | 15                 | 40                 | 55                 | 157                | 17      | 1       | 10      | 11      | 12      |
| 1986–87      | «Філадельфія Флаєрс» | НХЛ          | 2                  | 0                  | 0                  | 0                  | 0                  | —       | —       | —       | —       | —       |
| 1986–87      | «Герші Берс»         | АХЛ          | 74                 | 6                  | 44                 | 50                 | 86                 | 5       | 0       | 4       | 4       | 4       |
| 1987–88      | «Герші Берс»         | АХЛ          | 61                 | 9                  | 30                 | 39                 | 83                 | 12      | 2       | 6       | 8       | 17      |
| Усього в НХЛ | Усього в НХЛ         | Усього в НХЛ | 537                | 67                 | 191                | 258                | 527                | 21      | 2       | 3       | 5       | 20      |

### Збірна
| Рік  | Команда | Турнір | І | Г | П | О | ШХ |
| ---- | ------- | ------ | - | - | - | - | -- |
| 1975 | Канада  | МЧС    | 5 | 1 | 4 | 5 | 6  |